# Urs Fischer (artista)
Urs Fischer (Zúrich, 1973) es un artista plástico suizo. Sus piezas abarcan diferentes formatos, técnicas y soportes como la escultura, instalación, collage, pintura, fotografía y arte digital.

## Trayectoria
Comenzó su carrera en un estudio de fotografía en Zúrich y posteriormente realizó sus estudios de arte en una escuela en Ámsterdam.
En la década de 1990, exhibió por primera vez su obra. En 2009, produjo su primera exposición individual Urs Fischer: Marguerite de Ponty en el New Museum. En 2011, participó en la Bienal de Venecia con la instalación de una escultura hecha de cera de la obra Rapto de las Sabinas de Giambologna.
En el 2012, se convirtió en el primer artista vivo en tener una exposición en el Palazzo Grassi y en 2013, presentó una retrospectiva en el MOCA donde realizó intervenciones en los inmuebles del museo como enormes agujeros para el montaje de su obra.
En el 2019, en la feria de Art Basel exhibió una pieza interactiva de arcilla inspirada en El beso de Rodin; en algunas de sus obras suele retomar piezas de arte clásicas como retratos, paisajes, desnudos y bodegones, pero busca que puedan activarse con la interacción del público.
Sus piezas forman parte de las colecciones de museos como Museo de Arte en Nueva York, el Museo Whitney de Arte Estadounidense, en Museo Jumex de Ciudad de México, entre otras.